# سفارة دولة فلسطين لدى جنوب إفريقيا
سفارة دولة فلسطين لدى جنوب أفريقيا هي الممثلية الدبلوماسية العُليا لدولة فلسطين لدى جنوب أفريقيا. تقع السفارة التي تأسست عام 1995 في بريتوريا.